# Максим Тальбо
Максим Тальбо (фр. Maxime Talbot; 11 лютого 1984, Ле-Мойн, провінція Квебек) — канадський хокеїст, нападник. Володар Кубка Стенлі 2009 року у складі «Піттсбург Пінгвінс».

## Кар'єра

### Головна юніорська хокейна ліга Квебеку
Тальбо був обраний «Rouyn-Noranda Huskies» в першому раунді у 2000 році драфту QMJHL. В цьому сезоні виступав також у складі «Халл Олімпікс». Перед початком сезону 2002/03, Максим призначений капітаном команди «Халл Олімпікс», закінчив сезон з наступними результатами — 69 матчів та 104 очка (46 + 58), зайняв п'яте місце в лізі серед бомбардирів ліги. У плей-оф 20 матчів та 44 очка (14 + 30), став чемпіоном ліги здобувши Кубок Президента, як найцінніший гравець плей-оф отримав приз Гі Лефлер Трофі. У фіналі Меморіального кубку 2003 року програли Кітченер Рейнджерс 3:6.
У сезоні 2003/04, Тальбо увійшов до трійки бомбардирів ліги, маючи на своєму рахунку 98 очок (25 + 73) в 51 матчі. Знову як і в минулому сезоні став чемпіоном ліги та найціннішим гравцем плей-оф. У фіналі Меморіального Кубку знову його команда зазнала поразки цього разу від «Келоуна Рокетс» 1:2.

### Піттсбург Пінгвінс
У сезоні 2004/05, нападник підписує угоду з «Піттсбург Пінгвінс», але сезон провів у фарм-клубі «Віклс-Беррі/Скрентон Пінгвінс» в Американській хокейній лізі. В АХЛ він відіграв повний сезон, але у 75 матчах набрав лише 19 очок (7 + 12).
Провівши тренувальний табір у «Піттсбург Пінгвінс» напередодні сезону 2005/06, Максим дебютує такі в НХЛ у матчі проти «Нью-Джерсі Девілс». Першу шайбу в НХЛ закинув 14 жовтня 2005 року, у матчі проти «Філадельфія Флаєрс». Відігравши в дебютному сезоні 48 матчів в НХЛ, Тальбо знову опиняється в АХЛ.
Сезон 2006/07 розпочав в АХЛ, але після 5 матчів був відкликаний до «Піттсбург Пінгвінс», де 24 жовтня 2006 року провів дебютний матч знову проти «Нью-Джерсі Девілс». В цілому за сезон Максим провів 75 матчів, 24 очка (13 + 11), ключову роль він відіграє в меншості, записавши до свого активу 4 гола у меншості.
Тальбо закидав шайби у перших п'яти іграх сезону 2007/08. Загалом провів 63 матчі в яких набрав 26 очок (12 + 14).
У 3 грі фіналу Східної конференції 2008 року, нападник закинув гол у ворота «Оттава Сенаторс» на п'ятій хвилині та відкрив рахунок у матчі, який «Пінгвінс» виграли з сухим рахунком 4:0. У півфіналі конференції перемогли «Нью-Йорк Рейнджерс» 4:1. У фіналі конференції проти «Філадельфія Флаєрс», Максим забив переможний гол у третьому періоді другої гри. Серію виграли «пінгвіни» 4:1. У фінальній серії Кубка Стенлі проти «Детройт Ред-Вінгс», він закинув шайбу у п'ятій грі за 35 секунд до закінчення гри і перевів матч у овертайм, «пінгвіни» виграли матч 4:3, але програли в шостому матчі (2:3) та в серії взагалі 2:4.
В останній рік дії його контракту з «пінгвінами», сезону 2008/09, нападник підписує нову угоду на два роки 19 грудня 2008 року, до кінця сезону 2010/11. У фіналі Кубка Стенлі 2009 року знову зустрічаються «Піттсбург Пінгвінс» та «Детройт Ред-Вінгс». Все вирішувалось у сьомому матчі на арені «червоних крил», Тальбо вирішив як долю матчу так і серії, закинувши дві шайби на 1 та 10 хвилинах другого періоду, рахунок 2:1 і «пінгвіни» виграють втретє Кубок Стенлі в своїй історії.
У сезоні 2009/10, Тальбо став представником «пінгвінів» в Асоціації гравців НХЛ, замінив там Метта Кука.
Під час виступів у «Піттсбург Пінгвінс», Тальбо знімався в численних телевізійних рекламних роликах, які транслювалися на матчах усіх зірок НХЛ.  

### Філадельфія Флаєрс
В 2011 році Максим, розраховував на підписання нового контракту з «Піттсбург Пінгвінс», але не дійшовши згоди, він уклав п'ятирічний контракт на суму 8'750'000 доларів, з «Філадельфія Флаєрс» 1 липня 2011 року. 29 грудня 2011 під час матчу в Піттсбурзі, він закинув шайбу у порожні ворота своєї колишньої команди, філадельфійці перемогли 4:2. Загалом за свій перший сезон у Філадельфії зіграв 81 матч у регулярному чемпіонаті, закинув 19 шайб та зробив 15 результативних передач. В плей-оф Кубка Стенлі 2012 року його нинішня команда зійшлась з колишньою «Піттсбург Пінгвінс», серію виграли філадельфійці 4:2, Тальбо закинув чотири шайби, в півфіналі «Філадельфія Флаєрс» програла «Нью-Джерсі Девілс» 1:4.

### Локаут 2012
Через локаут в НХЛ в 2012 році, Тальбо виступав за «Фрібур-Готтерон» (Національна ліга А), зокрема брав участь в Кубку Шпенглера.

### 2013 — 2016
Старт сезону 2013/14 провів у складі «Філадельфія Флаєрс», а продовжив виступами за «Колорадо Аваланч» в якому провів два сезони, після чого ще два сезони (2015/16) відіграв за «Бостон Брюїнс».
27 травня 2016 уклав однорічний контракт з російським клубом «Локомотив» (Ярославль).

## Кар'єра (збірна)
На молодіжному чемпіонаті світу 2004 року в складі збірної Канади виграв срібну медаль чемпіонату.